# 8906 Yano
8906 Yano è un asteroide della fascia principale. Scoperto nel 1995, presenta un'orbita caratterizzata da un semiasse maggiore pari a 3,2016212 UA e da un'eccentricità di 0,2025630, inclinata di 1,38739° rispetto all'eclittica.